# سجن الشاطئ الأسود
سجن الشاطئ الأسود (المعروف أيضًا باسم الشاطئ الأسود) هو الاسم الذي أطلق على سجن يقع في جزيرة بيوكو، في العاصمة مالابو، غينيا الاستوائية. إنه أحد أشهر السجون في إفريقيا.
ويشتهر بوحشيته وإهماله المنهجي في معاملة السجناء. ووفقاً لبعض المصادر، غالباً ما يُحرم السجناء من العلاج الطبي ويقال أن الحصص الغذائية نادرة. التعذيب والضرب والاغتصاب أمر شائع أيضًا، بالإضافة إلى المحاكمات والإعدامات بإجراءات موجزة، بالإضافة إلى العمل القسري. زيارات النزلاء مدفوعة.
رئيس غينيا الاستوائية تيودورو أوبيانغ، مدير سابق لسجن بلايا نيغرا.

## التاريخ
بُني السجن في أربعينيات القرن العشرين خلال فترة الحكم الاستعماري الإسباني، في قطاع ساحلي في سانتا إيزابيل (الآن مالابو) قريب جدًا من شاطئ يسمى الشاطئ الأسود. سُجن فيه المجرمين العاديين بادئ الامر، ولكن بعد استقلال البلاد في عام 1968 وإقامة دكتاتورية فرانسيسكو ماسياس نغويما، سُجن العديد من المعارضين السياسيين وقتلوا في السجن. ومن بينهم بونيفاسيو أوندو إيدو وإدموندو بوسيو. في البداية، كانت أساليب الإعدام والتعذيب المستخدمة في السجن تتكون من الإعدام رميا بالرصاص، أو كسارة الأعناق، أو المناجل، أو كهربة أو الشنق. في السنوات اللاحقة، أصبحت أساليب الإعدام أكثر وحشية بشكل تدريجي. بحلول عام 1978، كانت الطريقة الأكثر شيوعًا للإعدام هي ضرب جمجمة الرجل المدان بقضيب حديدي حتى وفاته. ثم أُجبر السجناء الآخرون على تنظيف الدم والقيء وبقايا أدمغتهم،  ليتدفن الجثة المدفونة فيما بعد في مقبرة جماعية أو تنقل إلى مستشفى قريب حيث يثُبت أن الوفاة حدثت لأسباب طبيعية. كان العديد من السجناء عراة في زنازينهم،  حيث اضطروا لقضاء حاجتهم، تاركين الرائحة في البيئة. مُنح بعض السجناء الفرصة لتغيير توجههم السياسي للحصول على الحرية.
تم بناء السجن في عقد 40 خلال فترة الحكم الاستعماري الإسباني. في البداية تم سجن المجرمين العاديين هنا، ولكن بعد الاستقلال للبلاد في عام 1968 وإقامة دكتاتورية فرانسيسكو ماسياس نغيما، تم سجن العديد من المعارضين السياسيين وقتلهم في السجن بطرق مختلفة.
كانت تُقام طقوس التنظيم الأسبوعي «للرقصات» ليلة سبت في السجن. يُخرج السجناء من زنازينهم ويجبرون على غناء «مديح لماسياس» وهم يرقصون دون توقف حول نار المخيم. عندما يتعب السجين ويتعثر، يضربه حارس بقضيب حديدي مسخن على جمر النار. بعد خمس أو ست ساعات من الرقص، يعاد السجناء، الذين هم أصبحوا في حالة نفسية محفوفة بالمخاطر، إلى زنازينهم. ذكر طقس من هذا النوع بشكل خاص تسمى «رقصة موكوم»، وحدث في 11 ديسمبر 1976 عندما أجبرت سلطات السجن، بمبادرة من مأمور السجن سلفادور أوندو إيلا، مجموعة من السجناء المحتجزين لمحاولة انقلاب على الرقص رقصة فانغ تقليدية تسمى «موكوم» يتخللها الضرب.
كما أُجبر السجناء على أداء أفعال جنسية، كما تعرضت النساء للاغتصاب بشكل متكرر.
ومن بين أساليب التعذيب المستخدمة  «الأرجوحة» (ربط السجين من قدميه وإبقائه معلقاً أثناء الضرب)، «الجبائر» (الجبائر الخشبية الموضوعة على جانبي العجول وكاحلين وباطن السجين وشدهما معًا باستخدام الحبال) و «لوس غريلينتس» (حلقات معدنية مغلقة على معصمي السجين) و «إل رومبو» (الضغط على المرفقين على ظهره حتى يتم ربطهما، ثم ربطها في هذا الموقف). وبالنظر إلى وحشية هذه الأساليب، مات العديد من السجناء أثناء معاناتهم.
معظم الذين ماتوا خلال ديكتاتورية ماسياس دخلوا هذا السجن. في ذلك الوقت، كان مأمورها ابن أخ ماكياس، تيودورو أوبيانغ نغويما مباسوغو. تشير مصادر مختلفة إلى أن أوبيانج نفسه كان مسؤولاً عن تنظيم الاستجوابات والمحاكمات الموجزة ليلاً  (في غرفة تسمى «المكتب»)، والتي انتهت غالبًا بعمليات الإعدام. المسؤولون الآخرون في نظام ماسيا الذين كانوا حاضرين خلال عمليات الإعدام والاستجواب هم بونيفاسيو نغويما إسونو نشاما (نائب الرئيس) وكارميلو بيكو (رئيس الشرطة). كان مسؤولًا آخر مهمًا في السجن هو سلفادور أوندو إيلا، وهو رقيب قديم حوكم مع ماسياس في عام 1979  والذي تميز بوجود كلب الرعاة قام فيه بتعذيب السجناء. كما تم تنظيم العمل القسري والمشاجرات في كثير من الأحيان حيث قتل السجناء بعضهم البعض. يقوم الحارس المناوب بتصفية آخر الناجين من هذه المعركة. شملت السخرة العمل في مزارع الكاكاو وتنظيف المدرج في مطار مالابو.
بعد انقلاب 1979، الذي أطيح فيه بماسياس وتولى أوبيانغ السلطة، أطلق سراح جميع السجناء السياسيين. بعد محاكمته والحكم عليه بالإعدام على الجرائم التي ارتكبت خلال فترة حكمه الديكتاتوري، أُعدم ماسياس في هذا السجن في 29 سبتمبر 1979 مع خمسة مدانين آخرين.
ومع ذلك، منذ ذلك الحين لم يتغير الوضع في السجن. سُجن العديد من المعارضين لنظام أوبيانغ، بما في ذلك سيفيرو موتو نيسا، فيليبي أوندو أوبيانغ، ويجا شيكامبو، مارتين بوي (متوفى في السجن)، بلاسيدو ميكو  وفي الآونة الأخيرة رامون إيسونو إيبالي.
يوجد في السجن مجموعة من السجناء الأجانب المدانين بالمشاركة في محاولة انقلاب فاشلة في عام 2004 ضد رئيس غينيا الاستوائية تيودورو أوبيانغ نغويما. وكان من بينهم نيك دو تويت وسيمون مان، زعيم العصابة المزعوم، حتى أُفرج عنه بموجب عفو رئاسي في 2 نوفمبر 2009، لأسباب إنسانية.